# Aviator (occhiali)

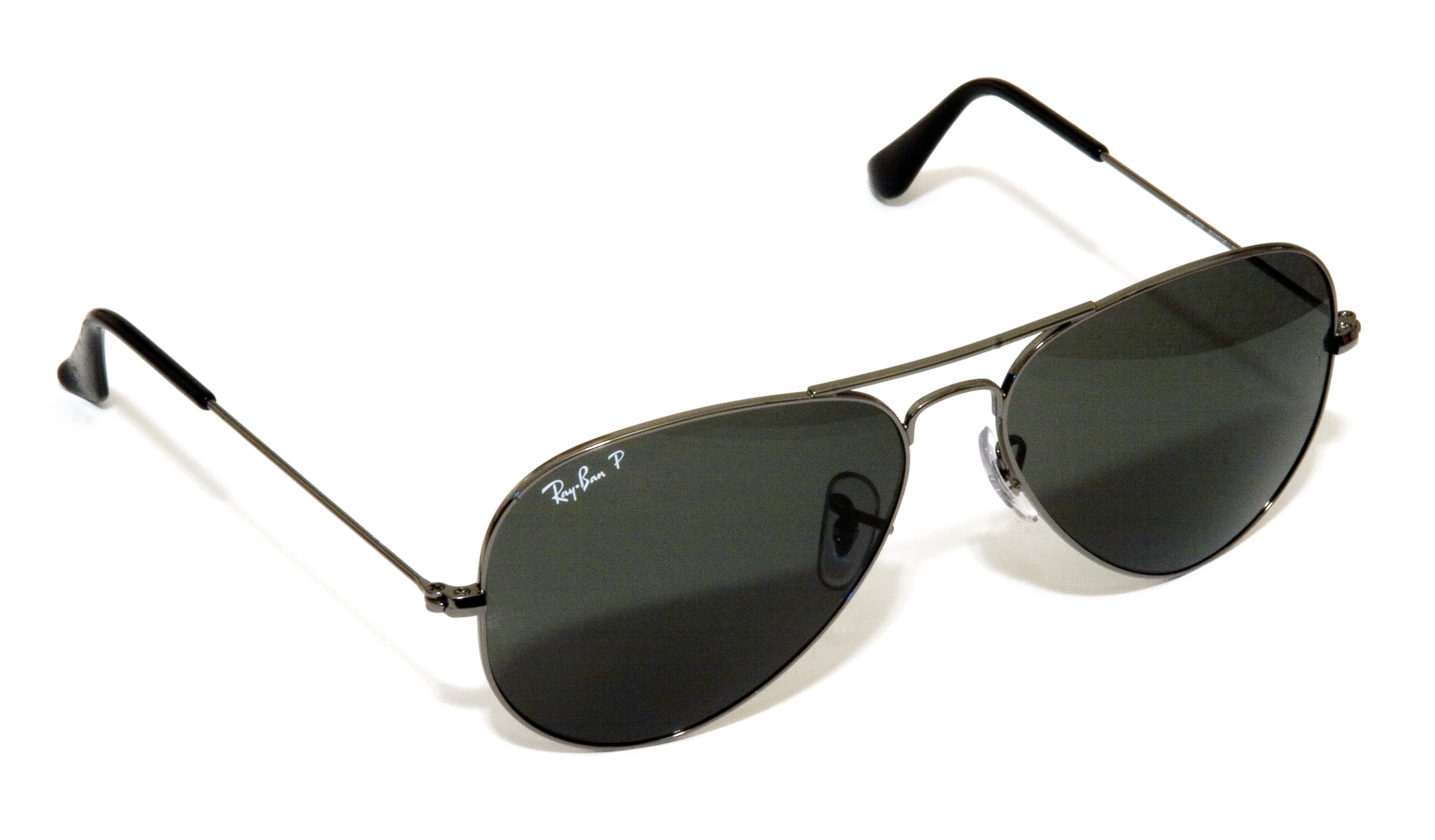
Occhiali Ray-Ban Aviator

L'Aviator è stato il primo modello di occhiali ad essere prodotto dalla Bausch & Lomb. È costituito da una montatura in acciaio con astine laterali che possono terminare con finali avvolgenti o di plastica rigida trasparente. Le lenti a goccia sono di cristallo verde.

## Modello americano
Tutti i Ray-Ban americani dagli anni 1950 agli anni 1970 avevano scritto sotto al ponte superiore "B&L 10K GF USA" (gold filled), "B&L 1/10 12K GF", e anche "B&L 1/20 10K GF
oppure "B&L 1/30 10K GO" (gold overlay).
Quelli degli anni 1980 avevano la scritta "B&L XX[]YY USA" (XX[]YY indicava la taglia), divenuta poi a partire dagli anni 1990 "B&L RAY-BAN XX[]YY".
Sopra il ponte superiore i modelli anti-glare degli anni 1940 recavano soltanto la scritta "RAY-BAN". Tra il 1950 e il 1990 era inciso "B&L RAY-BAN USA". Perfino i caratteri delle incisioni subirono cambiamenti, divenendo negli anni 1980 più arrotondati.
Esistevano infine delle versioni su licenza che sopra al ponte recavano inciso "B&L.RAY.BAN.USA-LIC". Sotto al ponte non vi era alcuna incisione.
I naselli americani dei primi anti-glare non recavano alcuna incisione. Comparve il logo BL impresso nella plastica solo a partire dagli anni 1960. Dagli anni 1980 il logo BL fu inciso sul supporto metallico del nasello.

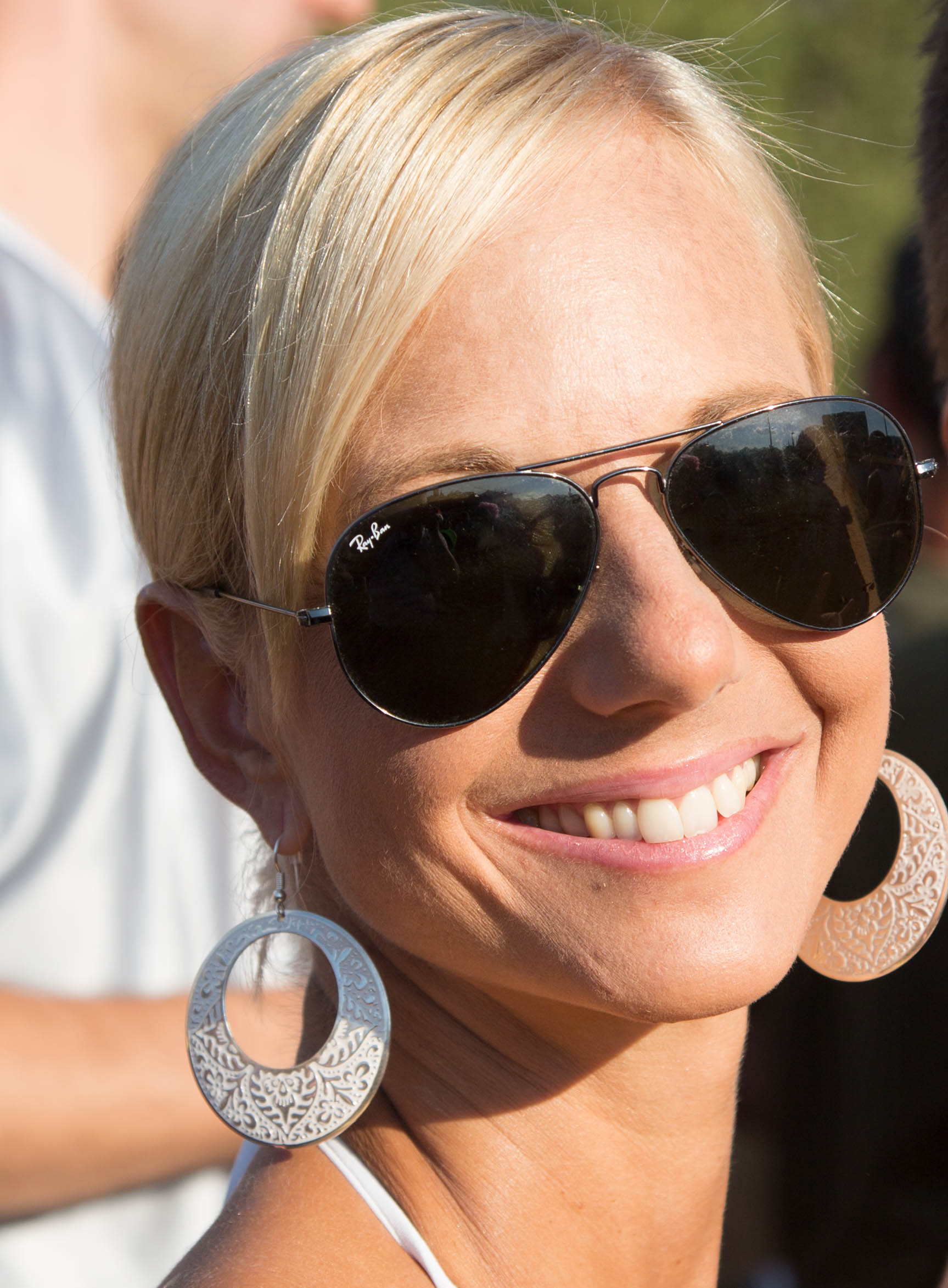
Ragazza con occhiali Ray-Ban Aviator nel 2013

Tutte le lenti americane a partire dagli anni '60 avevano marchiato a laser "BL" (a volte la sigla si trovava su una sola lente, a volte era capovolta e posizionata in alto o in prossimità della cerniera). Il logo Ray Ban bianco comparve sulla lente sinistra a partire dal 1982 per evitare le contraffazioni.
Negli anni '90 i modelli venivano identificati da un codice (ad esempio: W1662 WNAS) impresso nella plastica dei terminali insieme al marchio CE (se erano destinati al mercato europeo).
Le prime custodie americane (che permettevano di essere agganciate alla cintura) erano fatte in pelle e solo dagli anni '70 in poi si passò al vinile. I loghi cambiarono nel corso del tempo. Tra gli anni '40 e '50 veniva impresso nel lato sinistro della custodia "BAUSCH&LOMB Ray•Ban REG.PAT.OFF. SUNGLASSES MADE IN U.S.A.".
Tra gli anni '60 e '80 comparve per la prima volta il classico logo tondo che racchiudeva al suo interno "BAUSCH&LOMB Ray•Ban® IMPACT RESISTANT LENSES".
Il logo tondo degli anni 1990 racchiudeva invece "100% UV protecion Ray•Ban® Sunglasses by Bausch&Lomb".

## Modello italiano
L'Aviator della Luxottica è leggermente diverso: le lenti italiane hanno, infatti, in una lente il marchio Ray Ban, nell'altra l'incisione "RB".
Anche la montatura ha subito dei cambiamenti sotto il profilo delle incisioni. Partendo dal frontale, nella parte inferiore del ponte continuò a trovarsi impresso "RAY-BAN XX[]YY" mentre si perse la scritta sul ponte superiore, reintrodotta nel 2018 ("Ray-Ban MADE IN ITALY").
Sulle aste invece è stampato il codice dell'occhiale, il modello, il tipo di lente, il luogo di fabbricazione e il marchio CE. I naselli italiani hanno il marchio RB.
Le custodie presentano il logo tondo all'interno del quale si trova impresso "100% UV protection Ray•Ban® Sunglasses by LUXOTTICA".